# フランク・オーノ
フランク・ハリー・オーノ（Frank Harry Ono、日本姓：大野、1923年6月5日 - 1980年5月6日）は、日系アメリカ人のアメリカ陸軍第442連隊戦闘団上等兵。第二次世界大戦時の活躍により、名誉勲章受章者となった。

## 経歴
1923年に、コロラド州デルタにおいて、和歌山県日高郡みなべ町出身地の父・秀七と、アイルランドからの移民である母・エヴァの間に生まれる。所謂、日系2世である。
1943年9月2日にインディアナ州インディアナポリスにおいて、すべて日系人志願兵からなる第442連隊戦闘団に志願兵として入隊。この部隊は士官を除くほとんどがハワイと米国本土出身の日系人で構成されており、それまで人種差別的な政策により強制収容所に収監され自由を剥奪され入隊も禁止されていた環境下での志願であった。
1944年7月4日に、第442連隊戦闘団の上等兵の階級にあったオーノは、イタリアのカステッリーナ・イン・キアンティ近郊で、自身の部隊より前進し、独力で自身の陣地を敵の反撃から守った。その直後に、2人の負傷した仲間を救助する為に、敵の強烈な砲火に果敢に立ち向かい、部隊が退却を余儀なくされた際、自発的に自身の部隊の撤退を援護する役を引き受けた。
これらの行為によって、当初は殊勲十字章が授与されていたが、1990年代になって全てのアジア系アメリカ人の殊勲十字章受章歴を再調査したところ、名誉勲章に格上げされることとなった。2000年6月21日にホワイトハウスで執り行われた式典において、ビル・クリントン大統領からオーノの遺族に名誉勲章が贈呈された。
現在は、故郷インディアナ州スターク郡にあるハイランド墓地に埋葬されている。

## 名誉勲章
オーノが受賞した名誉勲章には下記のように記されている。
フランク・H・オーノ上等兵は、1944年6月26日のイタリア・カステッリーナ・イン・キアンティ近郊における作戦中の際立って英雄的な行動によって、その名を残すこととなった。強固に守られた丘を攻撃する際、オーノ上等兵の分隊は、塹壕で強く防備された敵から、身のすくむような砲火の雨に晒された。オーノ上等兵は、自身の自動小銃を発砲し、右正面300ヤードにある機関銃1丁を沈黙させた。絶えることの無い火の海を進み、彼は一連射により、1名の射手を殺害した。次いで、分隊長が後部で残った小隊を再編成する間、彼のみは重要な位置を守った。敵の軍隊が彼に迫り、唐突に短機関銃を発砲してきたため、彼は手から武器をもぎ取られてしまった。オーノ一等兵は手榴弾を投擲し、敵を追い払った。そして、残った小隊が前進するまで、新しく得た土地を断固として守り抜いた。負傷した仲間のライフルを受け取り、オーノ上等兵は再び攻撃に参加した。更に2名の敵兵を殺害した後、彼は小隊長と重傷を負ったライフルの射手に応急処置を施す為、果敢にも猛烈な自動小銃と迫撃砲の砲火の中を走った。包囲される危険の中、小隊は撤退するよう命じられた。小隊を援護することを申し出て、オーノ上等兵は丘の頂上の近くで実質的に無防備な陣地を占領した。そして、隣接している尾根に置かれた敵の機関銃を引き付け、自動小銃で武装した射手と銃火を交えた。小隊が比較的安全な溝に達するまで、彼は自身の安全を全く省みず、自身が敵の砲火の標的になるよう仕向けた。それから彼は、小隊に再合流するまで、彼のライフルを発砲しながら、丘を下った。オーノ上等兵の類まれな英雄的行為と任務への忠誠は、軍隊の最も崇高な伝統を維持し、また、彼本人やその部隊、ひいてはアメリカ陸軍への大きな信頼をもたらすものであった。